# Shooglenifty
Shooglenifty és un grup de fusió i música celta format per sis membres amb seu a Edimburg. La banda mescla la música tradicional escocesa amb influències que van des de l'electrònica fins al rock alternatiu. Ha actuat per a personalitats notables com ara el príncep Carles, Tony Blair, Nelson Mandela i l'emperador Akihito.
Alguns dels membres de la banda havien tocat anteriorment junts al grup de bluegrass i psychobilly Swamptrash. Angus R. Grant, el violinista i líder de Shooglenifty, va morir l'octubre de 2016 als 49 anys. La violinista Eilidh Shaw es va incorporar al grup després de la mort de Grant.

## Discografia
- Venus in Tweeds (Greentrax) – 1994
- A Whisky Kiss (Greentrax) – 1996
- Live at Selwyn Hall (Womad) – 1996
- Solar Shears (Compass/Verical) – 2001
- The Arms Dealer's Daughter (Compass) – 2003
- Radical Mestizo (Compass) – 2005
- Troots (Shoogle) – 2007
- Murmichan (Shoogle) – 2009
- The Untied Knot (Shoogle) – 2015[6]
- Written in Water amb Dhun Dhora (Shoogle) – 2018
- Acid Croft Vol 9 (Shoogle) – 2020[7]